# Bacon Explosion

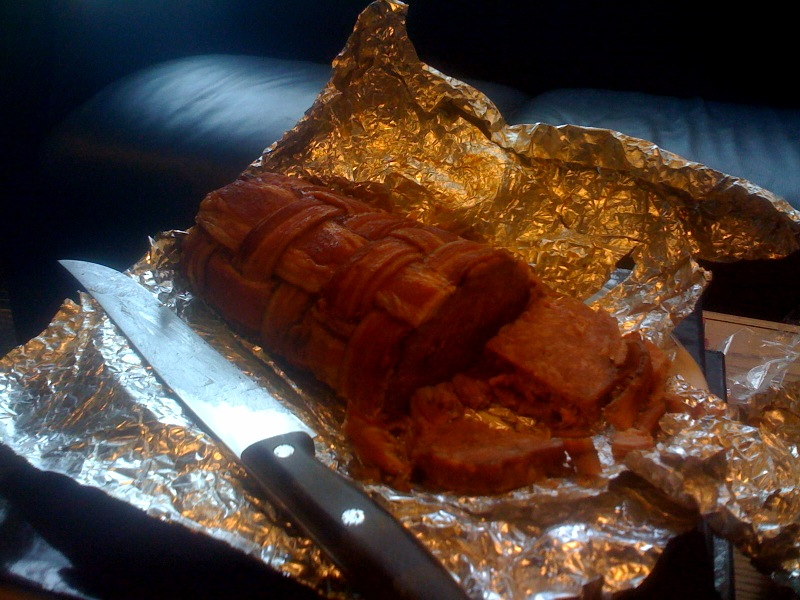
Bacon Explosion

Bacon Explosion (oft auch Bacon Bomb) heißt ein unter diesem Namen durchs Internet bekannt gewordenes Rollbratenrezept von in Frühstücksspeck eingewickeltem Wurstbrät, Schinkenwürfeln und Barbecuesauce.

## Entstehungsgeschichte
Jason Day und Aaron Chronister veröffentlichten das Rezept im Dezember 2008 auf ihrem Blog BBQ-Addicts. Es verbreitete sich viral im Internet und erzielte schnell mehr als 500.000 Zugriffe und 16.000 Links. Die Erfinder aus Kansas City, Missouri, die als Burnt Finger BBQ Team bereits von mehreren Grill-Wettbewerben bekannt waren, kamen auf die Idee, nachdem sie über Twitter herausgefordert worden waren, das „ultimative Bacon-Rezept“ zu entwickeln. Sie nannten ihre Kreation Bacon Explosion: The BBQ Sausage Recipe of all Recipes („Frühstücksspeck-Explosion: Das beste aller Bratwurst-Rezepte“). Das Rezept ähnelt bereits früher veröffentlichten Rezepten, so dass Day und Chronister nicht für sich in Anspruch nehmen können, das Rezept erfunden zu haben, allerdings ließen sie sich den Begriff „Bacon Explosion“ als Trademark eintragen.

## Öffentliche Wahrnehmung
Die Popularität führte zu internationalen Berichten, unter anderem in amerikanischen, britischen, deutschen und niederländischen Medien. Die Erfinder veröffentlichten unter dem Titel BBQ Makes Everything Better ein Kochbuch, das 2010 die Gourmand World Cookbook Awards für Best Barbecue Book in the World gewann. Die Bacon Explosion gewann außerdem 2013 beim Blue Ribbon Bacon Festival.

## Zubereitung
Für die Zubereitung schneidet man den Frühstücksspeck in dicke Scheiben, legt diese gitterartig zusammen und würzt sie mit typischen Grillgewürzen (Speisesalz, Pfeffer, Paprika, Chilipulver). Für die Füllung entfernt man die Wursthülle von groben rohen Bratwürsten (im Original Salsiccia) und zerteilt das Brät zu einer homogenen Mettmasse. Diese Masse wird auf dem Gitter verteilt und mit den Schinkenwürfeln bestreut. Anschließend verteilt man eine Barbecuesauce über das Fleisch und würzt ggf. nochmals. Schließlich rollt man das Fleisch zusammen und formt es in Alufolie wie einen American Football. Der Braten wird im Backofen oder einem Barbecue-Smoker gegart. Die typische Anrichteweise erfolgt in vorgeschnittenen Scheiben, zusammen mit der verwendeten Sauce und anderen Beilagen.

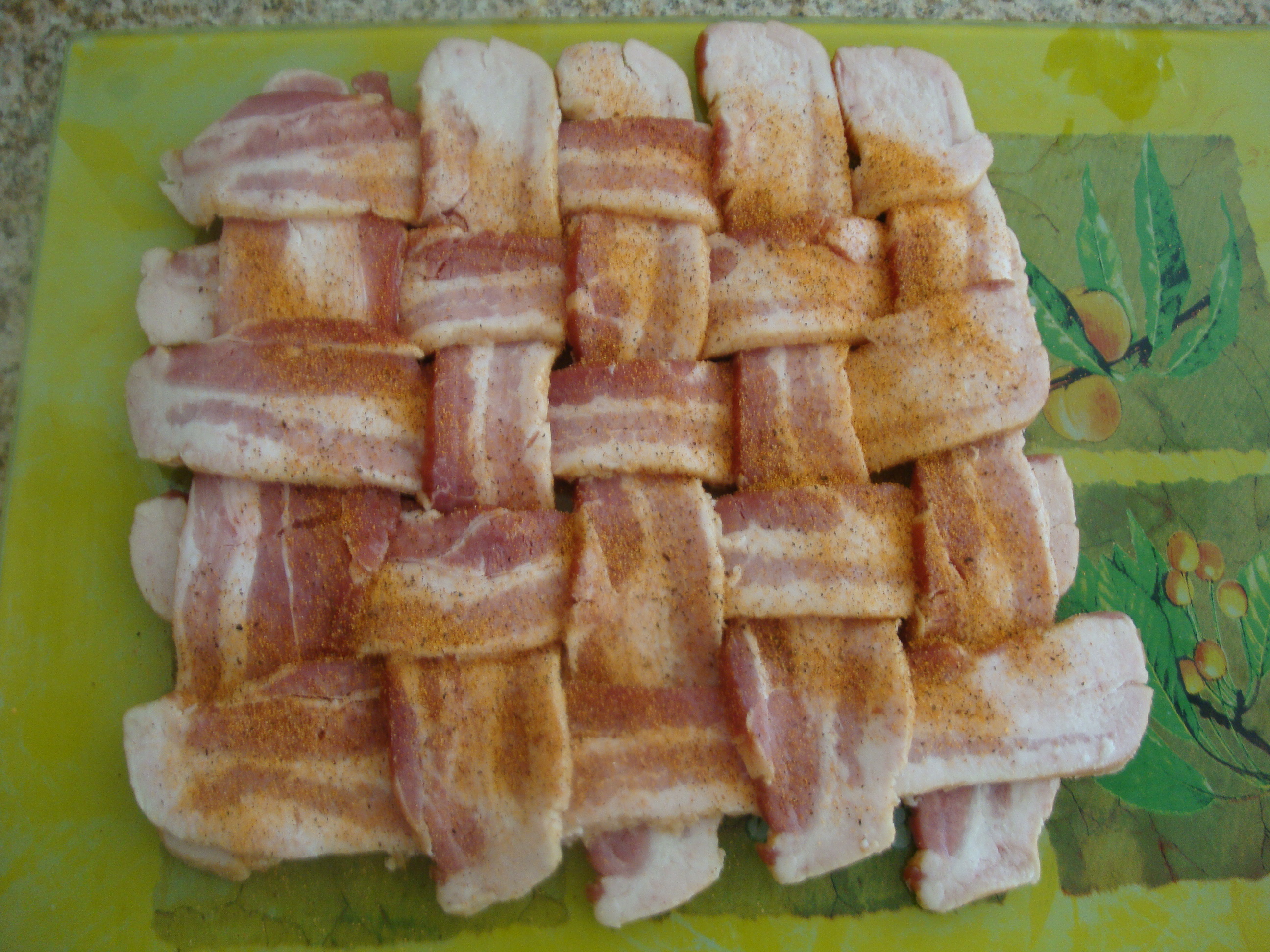
Die Grundlage aus Speckstreifen
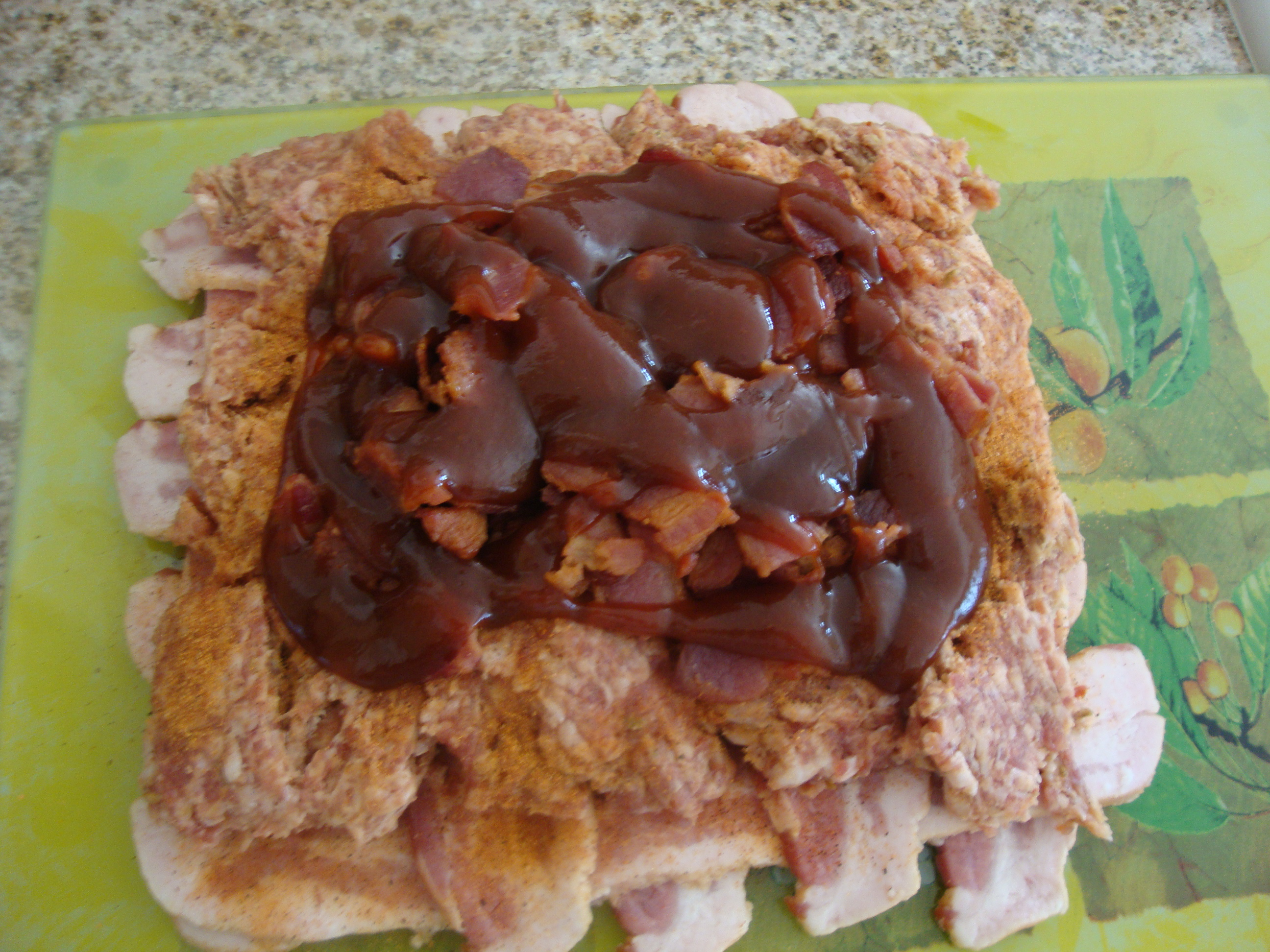
Mit Soße fertig zum Einrollen
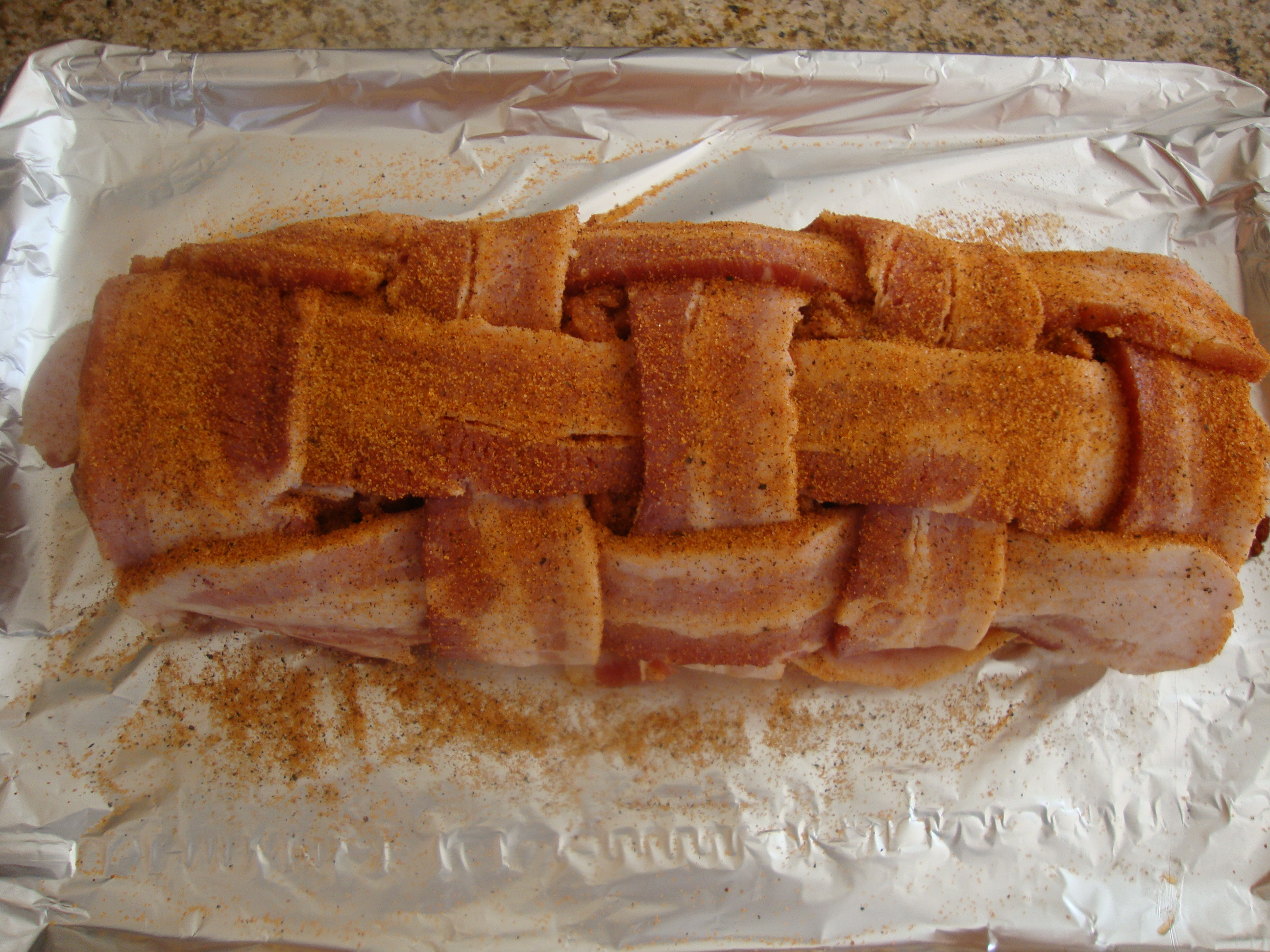
Eingerollt und gewürzt vor dem Backen
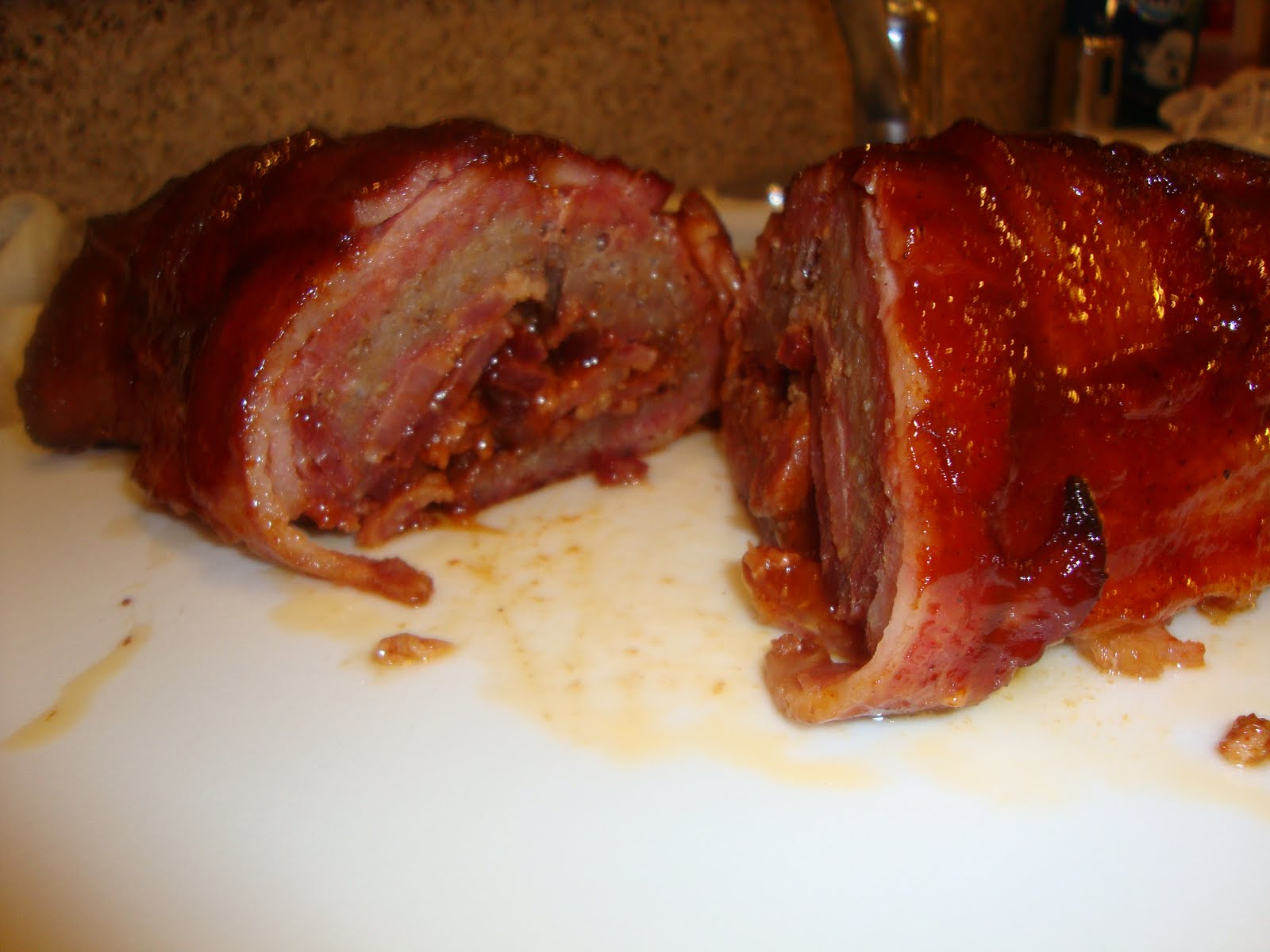
Fertig zum Verzehr